# دوبیتس
دوبیتس (به لهستانی:  Dobiec) یک روستا در لهستان است که در گمینا کازانوو واقع شده‌است.